# Hemonia mnonochroa
Hemonia mnonochroa là một loài bướm đêm thuộc phân họ Arctiinae, họ Erebidae.